# Laportea mammosisetosa
Laportea mammosisetosa är en nässelväxtart som beskrevs av H. Winkl.. Laportea mammosisetosa ingår i släktet Laportea och familjen nässelväxter. Inga underarter finns listade i Catalogue of Life.